# 池田則浩
池田 則浩（いけだ のりひろ、1960年9月5日 - ）は、日本の実業家。愛知県名古屋市を拠点とする少年少女合唱団地球組の代表で、会社役員。2000年に少年少女合唱団地球組を創設。以後、代表として運営・プロデュースし、テレビやラジオに出演し、講演等を行う。また、家業である株式会社池田商会の常務取締役。

## 略歴
1960年（昭和35年）9月5日、名古屋市にて生まれる。
名古屋市立白鳥小学校、名古屋市立宮中学校、名古屋市立桜台高等学校を経て、1980年に明治大学商学部商学科に入学、1984年（昭和59年）に卒業。同年、日本特殊陶業株式会社に就職。
東京営業所、富山営業所を経て、1991年に退職。同年、東邦ガス株式会社に入社。1993年に退職し家業である株式会社池田商会に入社し、現在、同社の常務取締役。
2000年公益社団法人名古屋青年会議所理事、2003年から2004年まで公益社団法人熱田法人会青年部会副部会長、2011年から2017年まで東液青年部会代表幹事を務める。

## 少年少女合唱団地球組
2000年（平成12年）、公益社団法人名古屋青年会議所理事の時に、同団体の50周年記念事業として仲間たちと少年少女合唱団地球組を立ち上げる。学校の違いや障害、言葉や宗教の壁など全ての垣根を越えた友情と平和のハーモニー、共生社会の実現を目的とする合唱団が創設されたことが中日新聞、読売新聞、東海ラジオで紹介される。2004年（平成16年）から、名古屋青年会議所の手を離れ、以後、池田が代表を務め、運営・プロデュースを行う。活動を続ける中で、各種テレビ番組やニュース、新聞で取り上げられ、各種イベント等にも多数出演する。

## 人物
高校生時代の生徒会長の経験、自らが創設し現在まで代表を務める少年少女合唱団地球組の経験を通して、ボランティアや社会貢献の意識を強く持つようになる。また、その活動が各種報道でも紹介され、自身の活動に大きく影響する。
- 2000年5月　東海ラジオに出演
- 2005年5月　テレビ東京系列「ボランティア21」で特集
- 2009年11月　雑誌「NG（ナゴヤジェントルマン）」で紹介
- 2012年6月　名古屋市立小中学校社会科出身校長教頭会にて講演
- 2012年10月　近しい芸能人（矢野きよ実、嘉門達夫、泉谷しげる、中村中、nobodyknows+、中村耕一　他）らと石巻にて復興支援コンサート企画運営
- 2012年12月　名古屋市立名塚中学校で全校生徒対象「人権週間」の講演
- 2014年3月　中日新聞「この人」に掲載
- 2014年8月　近しい芸能人ら（矢野きよ実、嘉門達夫、秋野暢子、nobodyknows+、中村耕一　他）と陸前高田にて復興支援コンサート企画運営
- 2014年11月　東海ラジオにて矢野きよ実とトーク放送
- 2016年1月　中日新聞「見聞録」に掲載
- 2019年9月　名古屋市立野立小学校で5、6年生対象道徳講演
- 2017年12月　「心がほっとするいい話」（著：志賀内泰弘）で紹介
- 2018年11月　東海ラジオに出演
- 2019年5月　愛知県特別支援学校教頭会で講演
- 2019年7月　吉村崇（平成ノブシコブシ）と渋沢健（渋沢栄一の子孫）と対談